# Зіяратґах (Сіяхкаль)
Зіяратґах (перс. زيارتگاه) — село в Ірані, у дегестані Малфеджан, у Центральному бахші, шагрестані Сіяхкаль остану Ґілян. За даними перепису 2006 року, його населення становило 236 осіб, що проживали у складі 67 сімей.

## Клімат
Середня річна температура становить 14,59 °C, середня максимальна – 33,74 °C, а середня мінімальна – -6,98 °C. Середня річна кількість опадів – 173 мм.
| Клімат поселення                              | Клімат поселення | Клімат поселення | Клімат поселення | Клімат поселення | Клімат поселення | Клімат поселення | Клімат поселення | Клімат поселення | Клімат поселення | Клімат поселення | Клімат поселення | Клімат поселення | Клімат поселення |
| Показник                                      | Січ.             | Лют.             | Бер.             | Квіт.            | Трав.            | Черв.            | Лип.             | Серп.            | Вер.             | Жовт.            | Лист.            | Груд.            |                  |
| Середній максимум, °C                         | 11,54            | 14,20            | 17,88            | 23,39            | 27,95            | 32,46            | 33,74            | 32,64            | 28,52            | 22,72            | 16,30            | 11,29            |                  |
| Середня температура, °C                       | 2,29             | 4,93             | 8,60             | 14,12            | 18,69            | 23,19            | 26,74            | 25,64            | 21,52            | 15,74            | 9,31             | 4,30             |                  |
| Середній мінімум, °C                          | −6,98            | −4,33            | −0,65            | 4,86             | 9,42             | 13,95            | 19,75            | 18,65            | 14,54            | 8,74             | 2,31             | −2,7             |                  |
| Норма опадів, мм                              | 27               | 25               | 35               | 18               | 11               | 1                | 1                | 1                | 0                | 6                | 16               | 32               |                  |
| Середньомісячна швидкість вітру, м/с          | 1.40             | 2.05             | 2.56             | 2.97             | 2.78             | 2.50             | 2.61             | 2.18             | 1.98             | 1.67             | 1.54             | 1.30             |                  |
| Середньомісячна сонячна радіація, кДж/м²·день | 10868            | 14036            | 16858            | 19657            | 23266            | 26365            | 25776            | 24632            | 22133            | 17523            | 12608            | 10509            |                  |
| --------------------------------------------- | ---------------- | ---------------- | ---------------- | ---------------- | ---------------- | ---------------- | ---------------- | ---------------- | ---------------- | ---------------- | ---------------- | ---------------- | ---------------- |
| Джерело:                                      |                  |                  |                  |                  |                  |                  |                  |                  |                  |                  |                  |                  |                  |